# Una historia secreta de la consciencia
Una historia secreta de la consciencia (en inglés A Secret History of Consciousness) es una obra de 2003 del escritor y músico estadounidense Gary Lachman.

## Sinopsis
Frente a los últimos cuatro siglos, en que la ciencia ha interpretado la realidad en «términos puramente materiales de átomos, moléculas y leyes físicas», Lachman pretende superar la visión científica en la que el mundo está condicionado desde el exterior, por una visión en donde es la evolución de la consciencia, el mundo interior, lo que define la explicación del mundo, dando cabida en esa explicación tanto al superhombre de Nietzsche, pasando por el esoterismo y llegando a los postulados sobre la evolución de la consciencia de Jean Gebser o la filosofía de Yuri Moskvitin.
Según Isidoro Reguera, Lachman presenta unas perspectivas epistemológicas que superan la modernidad dualista, mostrando en ellas que lenguaje, pensamiento, realidad y mundo han crecido evolutivamente juntos, no siendo en absoluto extraños salvo para la modernidad.
Mismamente Lachman plantea que "Lo importante es integrar aquello que la ciencia nos cuenta sobre cerebro y mente en una perspectiva más amplia, en una imagen más grande de la historia de la humanidad y en una visión más extensa de su futuro". Para ello se requiere ampliar el mundo más allá de lo obvio y la consciencia más allá de la materia. El mundo exterior determinado por nuestros sentidos sería solo una versión limitada del mundo interior. En consecuencia, ninguna explicación totalizadora del universo será definitiva sin contemplar otras formas de consciencia.
La cuestión en discusión sería en definitiva la subjetividad humana y su independencia de la parte material del hombre. Gary Lachman recorre para ello el camino de pensadores alternativos, aunque no marginales, sobre la consciencia y el mundo interior y espiritual del hombre.
Lachman agrupa en su obra:
1. Las ideas sobre el futuro de la humanidad de R. M. Bucke.
2. Las teorías psicológicas de William James.
3. El «Élan vital» de Henri Bergson.
4. El Übermensch de Friedrich Nietzsche.
5. La cuarta dimensión de Piotr Demiánovich Ouspenski.
6. Las revelaciones esotéricas de Helena Blavatsky.
7. La antroposofía de Rudolf Steiner.
8. Las investigaciones sobre la hipnagogia de Andreas Mavromatis.
9. Los estudios sobre el lenguaje de Owen Barfield.
10. Las indagaciones filosóficas de Yuri Moskvitin sobre el origen del pensamiento.
11. Los cinco estados evolutivos de la consciencia postulados por Jean Gebser.

## Recepción de la obra
Con los mismos contenidos centrales de esta obra, Lachman escribió un ensayo hablado, Nichts ist wahr: Eine kurze Geschichte der Geheimgesellschaften (Nada es verdad: Una breve historia de las sociedades secretas), para una de las principales exposiciones de 2011 en la Schirn Kunsthalle Frankfurt, usándose como guía audiovisual para la misma.
En sustitución a la clásica grabación que va explicando exhaustiva, ordenada y por número cada obra de arte, este ensayo de Lachman, redactado sobre la base de las tesis centrales de su libro, daría al visitante un contexto general sobre cuyo fundamento podría comprender la exposición Geheimgesellschaften (Sociededes secretas) sin detallar cada obra.